# Цецюркі-Влосцянські
Цецюркі-Влосцянські (пол. Cieciórki Włościańskie) — село в Польщі, у гміні Червонка Маковського повіту Мазовецького воєводства.
Населення — 36 осіб (2011).
У 1975-1998 роках село належало до Остроленцького воєводства.

## Демографія
Демографічна структура станом на 31 березня 2011 року:
|          | Загалом | Допрацездатний вік | Працездатний вік | Постпрацездатний вік |
| -------- | ------- | ------------------ | ---------------- | -------------------- |
| Чоловіки | 17      | 3                  | 11               | 3                    |
| Жінки    | 19      | 6                  | 7                | 6                    |
| Разом    | 36      | 9                  | 18               | 9                    |